# Mezinárodní fonetická abeceda
Mezinárodní fonetická abeceda (International Phonetic Alphabet, IPA, Alphabet phonétique international, API) je znakový systém navržený jazykovědci k fonetickému zápisu a popisu hlasových projevů lidí mluvících rozdílnými jazyky. Úkolem mezinárodní fonetické abecedy je věrně, výstižně a široce zachytit mluvený projev lidí různých jazykových skupin, tak aby byl fonémicky a foneticky správný.
Mezinárodní fonetickou abecedu tvoří fonetické znaky, které vycházejí převážně z minuskulí latinky a řeckého písma. V kódování Unicode jsou jim vyhrazeny znaky U+0250 až U+02AF.

## Historie
Systém byl vyvinut francouzskými a britskými učiteli jazyků pod záštitou Mezinárodní fonetické asociace, která vznikla v roce 1886 v Paříži. Tým vedl Paul Passy. První oficiální verzi abecedy publikoval v roce 1888 Passy. Členové asociace založili abecedu na abecedě Henryho Sweeta (1845–1912), který ji vytvořil z abecedy Isaaka Pitmana a Alexandra Ellise.
Od té doby prošla Mezinárodní fonetická abeceda mnoha revizemi, včetně několika velkých změn stvrzených Kielskou konvencí roku 1989; poslední revize proběhla v roce 1993, a znovu byla aktualizována roku 1996. ExtIPA byla prvně vytvořena roku 1991 a revidována 1997; kvalitativní symboly (VoQS, Voice Quality Symbols) byly navrženy v roce 1995, aby ještě více rozvinuly systém přepisu.

## Využití
Výhodou IPA je univerzálnost použití pro přepis výslovnosti kteréhokoliv jazyka. Takový přepis je srozumitelný odborníkům na celém světě. Největší využití tedy najde v odborné literatuře. Pro laika je však takovýto přepis těžko srozumitelný, proto se v jazykové literatuře určené širší veřejnosti používají i jiné způsoby přepisu výslovnosti.
IPA používá v současnosti mnoho britských anglických slovníků (velká komplikovanost a nestandardnost anglického pravopisu vede k potřebě slovníků, které uvádějí správnou výslovnost anglických slov i pro rodilé mluvčí), americké slovníky obvykle využívají jiný způsob transkripce.
V českém prostředí se k přepisu výslovnosti cizích jazyků obvykle používají znaky české abecedy odpovídající příslušným hláskám, např. [či:z] místo [tʃiːz]. Často se též používají znaky, které v češtině vyjadřují podobně znějící hlásku jako v češtině (např. [a] místo [ʌ], [o] místo [ɔ] v anglických slovech). Z IPA se vypůjčují pouze symboly označující hlásky, které jsou v češtině cizí, v anglicko-českých slovnících to jsou obvykle [ə, æ, θ, ð]. Takovýto způsob přepisu je pro českého uživatele srozumitelnější. Na odlišnosti ve výslovnosti učebnice a slovníky obvykle poukazují.
Názvoslovná komise ČÚZK používá mezinárodní fonetickou abecedu u přepisu výslovnosti českých endonym v databázi Geonames.

## Přehled samohlásek
IPA zaznamenává 30 základních samohlásek, které se diakritickými znaménky mohou ještě pozměňovat, např. v délce či v intonaci.
|                                                                                           | Přední                                                                                        | Téměř přední                                                                                  | Střední                                                                                       | Téměř zadní                                                                                   | Zadní                                                                                         |
| Zavřená                                                                                   | \| i • y ɨ • ʉ ɯ • u ɪ • ʏ • ʊ e • ø ɘ • ɵ ɤ • o ə ɤ̞ • o̞ ɛ • œ ɜ • ɞ ʌ • ɔ æ ɐ a • ɶ ɑ • ɒ \| | \| i • y ɨ • ʉ ɯ • u ɪ • ʏ • ʊ e • ø ɘ • ɵ ɤ • o ə ɤ̞ • o̞ ɛ • œ ɜ • ɞ ʌ • ɔ æ ɐ a • ɶ ɑ • ɒ \| | \| i • y ɨ • ʉ ɯ • u ɪ • ʏ • ʊ e • ø ɘ • ɵ ɤ • o ə ɤ̞ • o̞ ɛ • œ ɜ • ɞ ʌ • ɔ æ ɐ a • ɶ ɑ • ɒ \| | \| i • y ɨ • ʉ ɯ • u ɪ • ʏ • ʊ e • ø ɘ • ɵ ɤ • o ə ɤ̞ • o̞ ɛ • œ ɜ • ɞ ʌ • ɔ æ ɐ a • ɶ ɑ • ɒ \| | \| i • y ɨ • ʉ ɯ • u ɪ • ʏ • ʊ e • ø ɘ • ɵ ɤ • o ə ɤ̞ • o̞ ɛ • œ ɜ • ɞ ʌ • ɔ æ ɐ a • ɶ ɑ • ɒ \| |
| Téměř zavřená                                                                             | \| i • y ɨ • ʉ ɯ • u ɪ • ʏ • ʊ e • ø ɘ • ɵ ɤ • o ə ɤ̞ • o̞ ɛ • œ ɜ • ɞ ʌ • ɔ æ ɐ a • ɶ ɑ • ɒ \| | \| i • y ɨ • ʉ ɯ • u ɪ • ʏ • ʊ e • ø ɘ • ɵ ɤ • o ə ɤ̞ • o̞ ɛ • œ ɜ • ɞ ʌ • ɔ æ ɐ a • ɶ ɑ • ɒ \| | \| i • y ɨ • ʉ ɯ • u ɪ • ʏ • ʊ e • ø ɘ • ɵ ɤ • o ə ɤ̞ • o̞ ɛ • œ ɜ • ɞ ʌ • ɔ æ ɐ a • ɶ ɑ • ɒ \| | \| i • y ɨ • ʉ ɯ • u ɪ • ʏ • ʊ e • ø ɘ • ɵ ɤ • o ə ɤ̞ • o̞ ɛ • œ ɜ • ɞ ʌ • ɔ æ ɐ a • ɶ ɑ • ɒ \| | \| i • y ɨ • ʉ ɯ • u ɪ • ʏ • ʊ e • ø ɘ • ɵ ɤ • o ə ɤ̞ • o̞ ɛ • œ ɜ • ɞ ʌ • ɔ æ ɐ a • ɶ ɑ • ɒ \| |
| Polozavřená                                                                               | \| i • y ɨ • ʉ ɯ • u ɪ • ʏ • ʊ e • ø ɘ • ɵ ɤ • o ə ɤ̞ • o̞ ɛ • œ ɜ • ɞ ʌ • ɔ æ ɐ a • ɶ ɑ • ɒ \| | \| i • y ɨ • ʉ ɯ • u ɪ • ʏ • ʊ e • ø ɘ • ɵ ɤ • o ə ɤ̞ • o̞ ɛ • œ ɜ • ɞ ʌ • ɔ æ ɐ a • ɶ ɑ • ɒ \| | \| i • y ɨ • ʉ ɯ • u ɪ • ʏ • ʊ e • ø ɘ • ɵ ɤ • o ə ɤ̞ • o̞ ɛ • œ ɜ • ɞ ʌ • ɔ æ ɐ a • ɶ ɑ • ɒ \| | \| i • y ɨ • ʉ ɯ • u ɪ • ʏ • ʊ e • ø ɘ • ɵ ɤ • o ə ɤ̞ • o̞ ɛ • œ ɜ • ɞ ʌ • ɔ æ ɐ a • ɶ ɑ • ɒ \| | \| i • y ɨ • ʉ ɯ • u ɪ • ʏ • ʊ e • ø ɘ • ɵ ɤ • o ə ɤ̞ • o̞ ɛ • œ ɜ • ɞ ʌ • ɔ æ ɐ a • ɶ ɑ • ɒ \| |
| Středová                                                                                  | \| i • y ɨ • ʉ ɯ • u ɪ • ʏ • ʊ e • ø ɘ • ɵ ɤ • o ə ɤ̞ • o̞ ɛ • œ ɜ • ɞ ʌ • ɔ æ ɐ a • ɶ ɑ • ɒ \| | \| i • y ɨ • ʉ ɯ • u ɪ • ʏ • ʊ e • ø ɘ • ɵ ɤ • o ə ɤ̞ • o̞ ɛ • œ ɜ • ɞ ʌ • ɔ æ ɐ a • ɶ ɑ • ɒ \| | \| i • y ɨ • ʉ ɯ • u ɪ • ʏ • ʊ e • ø ɘ • ɵ ɤ • o ə ɤ̞ • o̞ ɛ • œ ɜ • ɞ ʌ • ɔ æ ɐ a • ɶ ɑ • ɒ \| | \| i • y ɨ • ʉ ɯ • u ɪ • ʏ • ʊ e • ø ɘ • ɵ ɤ • o ə ɤ̞ • o̞ ɛ • œ ɜ • ɞ ʌ • ɔ æ ɐ a • ɶ ɑ • ɒ \| | \| i • y ɨ • ʉ ɯ • u ɪ • ʏ • ʊ e • ø ɘ • ɵ ɤ • o ə ɤ̞ • o̞ ɛ • œ ɜ • ɞ ʌ • ɔ æ ɐ a • ɶ ɑ • ɒ \| |
| Polootevřená                                                                              | \| i • y ɨ • ʉ ɯ • u ɪ • ʏ • ʊ e • ø ɘ • ɵ ɤ • o ə ɤ̞ • o̞ ɛ • œ ɜ • ɞ ʌ • ɔ æ ɐ a • ɶ ɑ • ɒ \| | \| i • y ɨ • ʉ ɯ • u ɪ • ʏ • ʊ e • ø ɘ • ɵ ɤ • o ə ɤ̞ • o̞ ɛ • œ ɜ • ɞ ʌ • ɔ æ ɐ a • ɶ ɑ • ɒ \| | \| i • y ɨ • ʉ ɯ • u ɪ • ʏ • ʊ e • ø ɘ • ɵ ɤ • o ə ɤ̞ • o̞ ɛ • œ ɜ • ɞ ʌ • ɔ æ ɐ a • ɶ ɑ • ɒ \| | \| i • y ɨ • ʉ ɯ • u ɪ • ʏ • ʊ e • ø ɘ • ɵ ɤ • o ə ɤ̞ • o̞ ɛ • œ ɜ • ɞ ʌ • ɔ æ ɐ a • ɶ ɑ • ɒ \| | \| i • y ɨ • ʉ ɯ • u ɪ • ʏ • ʊ e • ø ɘ • ɵ ɤ • o ə ɤ̞ • o̞ ɛ • œ ɜ • ɞ ʌ • ɔ æ ɐ a • ɶ ɑ • ɒ \| |
| Téměř otevřená                                                                            | \| i • y ɨ • ʉ ɯ • u ɪ • ʏ • ʊ e • ø ɘ • ɵ ɤ • o ə ɤ̞ • o̞ ɛ • œ ɜ • ɞ ʌ • ɔ æ ɐ a • ɶ ɑ • ɒ \| | \| i • y ɨ • ʉ ɯ • u ɪ • ʏ • ʊ e • ø ɘ • ɵ ɤ • o ə ɤ̞ • o̞ ɛ • œ ɜ • ɞ ʌ • ɔ æ ɐ a • ɶ ɑ • ɒ \| | \| i • y ɨ • ʉ ɯ • u ɪ • ʏ • ʊ e • ø ɘ • ɵ ɤ • o ə ɤ̞ • o̞ ɛ • œ ɜ • ɞ ʌ • ɔ æ ɐ a • ɶ ɑ • ɒ \| | \| i • y ɨ • ʉ ɯ • u ɪ • ʏ • ʊ e • ø ɘ • ɵ ɤ • o ə ɤ̞ • o̞ ɛ • œ ɜ • ɞ ʌ • ɔ æ ɐ a • ɶ ɑ • ɒ \| | \| i • y ɨ • ʉ ɯ • u ɪ • ʏ • ʊ e • ø ɘ • ɵ ɤ • o ə ɤ̞ • o̞ ɛ • œ ɜ • ɞ ʌ • ɔ æ ɐ a • ɶ ɑ • ɒ \| |
| Otevřená                                                                                  | \| i • y ɨ • ʉ ɯ • u ɪ • ʏ • ʊ e • ø ɘ • ɵ ɤ • o ə ɤ̞ • o̞ ɛ • œ ɜ • ɞ ʌ • ɔ æ ɐ a • ɶ ɑ • ɒ \| | \| i • y ɨ • ʉ ɯ • u ɪ • ʏ • ʊ e • ø ɘ • ɵ ɤ • o ə ɤ̞ • o̞ ɛ • œ ɜ • ɞ ʌ • ɔ æ ɐ a • ɶ ɑ • ɒ \| | \| i • y ɨ • ʉ ɯ • u ɪ • ʏ • ʊ e • ø ɘ • ɵ ɤ • o ə ɤ̞ • o̞ ɛ • œ ɜ • ɞ ʌ • ɔ æ ɐ a • ɶ ɑ • ɒ \| | \| i • y ɨ • ʉ ɯ • u ɪ • ʏ • ʊ e • ø ɘ • ɵ ɤ • o ə ɤ̞ • o̞ ɛ • œ ɜ • ɞ ʌ • ɔ æ ɐ a • ɶ ɑ • ɒ \| | \| i • y ɨ • ʉ ɯ • u ɪ • ʏ • ʊ e • ø ɘ • ɵ ɤ • o ə ɤ̞ • o̞ ɛ • œ ɜ • ɞ ʌ • ɔ æ ɐ a • ɶ ɑ • ɒ \| |
| Tam, kde se symboly objevují ve dvojicích, znak vpravo označuje zaokrouhlenou samohlásku. |                                                                                               |                                                                                               |                                                                                               |                                                                                               |                                                                                               |
| i • y ɨ • ʉ ɯ • u ɪ • ʏ • ʊ e • ø ɘ • ɵ ɤ • o ə ɤ̞ • o̞ ɛ • œ ɜ • ɞ ʌ • ɔ æ ɐ a • ɶ ɑ • ɒ   |                                                                                               |                                                                                               |                                                                                               |                                                                                               |                                                                                               |

## Přehled souhlásek
Souhlásky mají 65 písmen pro pulmonické a 30 nepulmonických a ostatních:

### Afrikáty a dvojí artikulace
Afrikáty a souhlásky s dvojí artikulací se zapisují pomocí dvou symbolů. K vyznačení současné artikulace se obvykle používá diakritické znaménko – vázací znak umístěný nad písmeny nebo pod nimi.

#### Ligatury
Šest nejobvyklejších afrikát se též zapisuje pomocí ligatury (symbol vzniklý spojením dvou písmen), která je však v IPA neoficiální. Ligatury jsou i v některých národních abecedách, např. v nizozemské. Ligatury se ujaly jako znaky ekvivalentní spřežkám. V češtině by se tedy hodila pro hlásku ch.
| Vázání | Ligatura | Popis                                 |
| ------ | -------- | ------------------------------------- |
| t͡s     | ʦ        | neznělá alveolární afrikáta           |
| d͡z     | ʣ        | znělá alveolární afrikáta             |
| t͡ʃ     | ʧ        | neznělá postalveolární afrikáta       |
| d͡ʒ     | ʤ        | znělá postalveolární afrikáta         |
| t͡ɕ     | ʨ        | neznělá alveolopalatální afrikáta     |
| d͡ʑ     | ʥ        | znělá alveolopalatální afrikáta       |
| t͡ɬ     | –        | neznělá alveolární laterální afrikáta |
| d͡ɮ     | –        | znělá alveolární laterální afrikáta   |
| k͡p     | –        | neznělá labiovelární ploziva          |
| ɡ͡b     | –        | znělá labiovelární ploziva            |
| ŋ͡m     | –        | Labiovelární nazála                   |

## Diakritika
Diakritika se používá v případech, kdy je potřeba zaznamenat obměnu výslovnosti určité hlásky, pro kterou neexistuje v IPA samostatný symbol. Diakritická znaménka se obvykle zaznamenávají pod symbol, ale v případě potřeby je lze umístit i nad něj, např. ŋ̊ – neznělá velární nazála.
| Slabičnost          | Slabičnost                                             | Slabičnost                                             | Slabičnost                                             |
| ------------------- | ------------------------------------------------------ | ------------------------------------------------------ | ------------------------------------------------------ |
| ɹ̩ n̩                 | Slabikotvorná                                          | e̯ ʊ̯                                                    | Neslabičná                                             |
| Realizace souhlásek |                                                        |                                                        |                                                        |
| tʰ dʰ               | Přídech                                                | d ̚                                                     | Bez slyšitelné ploze                                   |
| dⁿ                  | Nosní ploze                                            | dˡ                                                     | Laterální ploze                                        |
| Fonace              |                                                        |                                                        |                                                        |
| n̥ d̥                 | Neznělá                                                | s̬ t̬                                                    | Znělá                                                  |
| b̤ a̤                 | Dyšná fonace                                           | b̰ a̰                                                    | Třepená fonace                                         |
| Artikulace          |                                                        |                                                        |                                                        |
| t̪ d̪                 | Dentální                                               | t̼ d̼                                                    | Lingvolabiální                                         |
| t̺ d̺                 | Apikální                                               | t̻ d̻                                                    | Laminální                                              |
| u̟ t̟                 | Přednější                                              | i̠ t̠                                                    | Zadnější                                               |
| ë ä                 | Střednější                                             | e̽ ɯ̽                                                    | Střednější a středovější                               |
| e̝ ɹ̝ ˔               | Zvýšená (ɹ̝ = Znělá alveolární nonsibilantní frikativa) | Zvýšená (ɹ̝ = Znělá alveolární nonsibilantní frikativa) | Zvýšená (ɹ̝ = Znělá alveolární nonsibilantní frikativa) |
| e̞ β̞ ˕               | Snížená (β̞ = Znělá bilabiální aproximanta)             | Snížená (β̞ = Znělá bilabiální aproximanta)             | Snížená (β̞ = Znělá bilabiální aproximanta)             |
| Koartikulace        |                                                        |                                                        |                                                        |
| ɔ̹ x̹                 | Více zaokrouhlená                                      | ɔ̜ x̜ʷ                                                   | Méně zaokrouhlená                                      |
| tʷ dʷ               | Labializovaná                                          | tʲ dʲ                                                  | Palatalizovaná                                         |
| tˠ dˠ               | Velarizovaná                                           | tˁ dˁ                                                  | Faryngalizované                                        |
| ɫ z̴                 | Velarizovaná nebo faryngalizovaná                      | Velarizovaná nebo faryngalizovaná                      | Velarizovaná nebo faryngalizovaná                      |
| e̘ o̘                 | Posun kořene jazyka dopředu                            | e̙ o̙                                                    | Posun kořene jazyka dozadu                             |
| ẽ z̃                 | Nazalizovaná                                           | ɚ ɝ                                                    | Zabarvení do r                                         |

## Suprasegmentální jevy
Tyto symboly popisují jevy v jazyce, které souhrnně označujeme jako prozódie. Zahrnují délku hlásek, přízvuk, tón, intonaci a rytmus jazyka.
| ˈ | Primární (hlavní) přízvuk        |
| ˌ | Sekundární (vedlejší) přízvuk    |
| ː | Dlouhá souhláska nebo samohláska |
| ˑ | Polodlouhá                       |
| ˘ | Extra-krátká                     |
| . | Slabičný předěl                  |
| ‿ | Vázání (absence pauzy)           |

### Intonace
| \| | Malá pauza        |
| ‖  | Velká pauza       |
| ↗  | Stoupavá intonace |
| ↘  | Klesavá intonace  |

### Tón
IPA dovoluje používat buď tónovou diakritiku, nebo tónové značky, které charakterizují tón v tónových jazycích, jako je např. čínština s pěti tónovými verzemi nebo vietnamština se šesti tóny.
| e̋ nebo ˥ | Extra vysoký |
| é nebo ˦ | Vysoký       |
| ē nebo ˧ | Střední      |
| è nebo ˨ | Nízký        |
| ȅ nebo ˩ | Extra nízký  |
| ě        | Stoupající   |
| ê        | Klesající    |
| ↓e       | Pokles tónu  |
| ↑e       | Vzestup tónu |